# 2643 Bernhard
2643 Bernhard è un asteroide della fascia principale. Scoperto nel 1973, presenta un'orbita caratterizzata da un semiasse maggiore pari a 2,3774241 UA e da un'eccentricità di 0,2755098, inclinata di 22,94543° rispetto all'eclittica.